# Canton de Cournon-d'Auvergne
Le canton de Cournon-d'Auvergne est une circonscription électorale française située dans le département du Puy-de-Dôme et la région Auvergne-Rhône-Alpes.

## Histoire
Le canton de Cournon-d'Auvergne a été créé par scission du canton de Pont-du-Château par décret du 2 février 1982.
Le décret du 25 février 2014 modifie le périmètre de ce canton en incluant Le Cendre, issu du canton de Veyre-Monton.

## Représentation

### Représentation avant 2015
| Période | Période      | Identité            | Étiquette   | Qualité |
| ------- | ------------ | ------------------- | ----------- | --- |
| 1982    | 1982 (décès) | Joseph Gardet       | DVG ex-PS   | Maire de Cournon-d'Auvergne (1947-1982) Ancien conseiller général du Canton de Pont-du-Château (1949-1982) |
| 1982    | 1992         | Jean Chaleteix      | UDF         | Professeur agrégé Maire de Cournon-d'Auvergne |
| 1992    | 1996 (décès) | Michel Gardet       | UDF         | Pharmacien à Cournon-d'Auvergne |
| 1996    | 1998         | Catherine Guy-Quint | PS          | Enseignante agricole puis gestionnaire de bureau d'études et conseillère de formation dans le bâtiment Maire de Cournon-d'Auvergne de 1995 à 2001 Députée au Parlement Européen de 1999 à 2009 Conseillère régionale de 1988 à 1999 |
| 1998    | 2015         | Bertrand Pasciuto   | PS puis DVG | Employé Maire de Cournon-d'Auvergne (2001-2020) |

### Représentation à partir de 2015
| Période élective | Période élective | Mandat | Mandat   | Identité          | Nuance | Nuance | Qualité |
| ---------------- | ---------------- | ------ | -------- | ----------------- | ------ | ------ | --- |
| 2015             | 2020             | 2015   | 2020     | Bertrand Pasciuto |        | DVG    | Employé Maire de Cournon-d'Auvergne (2001-2020) 1er Vice-Président de la Communauté Auvergne Clermont Métropole |
| 2015             | 2020             | 2015   | 2020     | Monique Pouille   |        | PS     | Retraitée de la fonction publique,ancienne adjointe au maire de Cournon-d'Auvergne                              |
| 2021             | 2028             | 2021   | en cours | Corinne Mielvaque |        | DVD    | Gérante d'un garage à Cournon-d'Auvergne                                                                        |
| 2021             | 2028             | 2021   | en cours | Hervé Prononce    |        | HOR    | Agriculteur, maire du Cendre                                                                                    |

### Résultats détaillés

#### Élections de mars 2015
À l'issue du 1er tour des élections départementales de 2015, deux binômes sont en ballottage : Bertrand Pasciuto et Monique Pouille (Union de la Gauche, 40,7 %) et Jacqueline Bolis et Benoit Sanchez (Union de la Droite, 28,43 %). Le taux de participation est de 54,4 % (9 181 votants sur 16 876 inscrits) contre 52,8 % au niveau départemental et 50,17 % au niveau national.
Au second tour, Bertrand Pasciuto et Monique Pouille (Union de la Gauche) sont élus avec 55,83 % des suffrages exprimés et un taux de participation de 52,76 % (4 558 voix pour 8 901 votants et 16 872 inscrits).
Bertrand Pasciuto est membre de la GRS (groupe La Gauche 63, opposition au conseil départemental).

#### Élections de juin 2021
Le premier tour des élections départementales de 2021 est marqué par un très faible taux de participation (33,26 % au niveau national). Dans le canton de Cournon-d'Auvergne, ce taux de participation est de 37,12 % (6 456 votants sur 17 392 inscrits) contre 36,11 % au niveau départemental. À l'issue de ce premier tour, deux binômes sont en ballottage : Corinne Mielvaque et Hervé Prononce (DVD, 36,32 %) et Bertrand Pasciuto et Monique Pouille (PS, 35,53 %).
Le second tour des élections est marqué une nouvelle fois par une abstention massive équivalente au premier tour. Les taux de participation sont de 34,36 % au niveau national, 37,4 % dans le département et 39,8 % dans le canton de Cournon-d'Auvergne. Corinne Mielvaque et Hervé Prononce (DVD) sont élus avec 51,68 % des suffrages exprimés (3 445 voix pour 6 923 votants et 17 395 inscrits),,. 

## Composition

### Composition de 1982 à 2015
Entre 1982 (année de création du canton) et 2015 (année d'entrée en vigueur du redécoupage cantonal), ce canton ne comprenait que la commune de Cournon-d'Auvergne.

### Composition depuis 2015
Le canton comprend désormais deux communes.
| Nom                                        | Code Insee | Intercommunalité            | Superficie (km2) | Population (dernière pop. légale) | Densité (hab./km2) | Modifier                                    |
| ------------------------------------------ | ---------- | --------------------------- | ---------------- | --------------------------------- | ------------------ | ------------------------------------------- |
| Cournon-d'Auvergne (bureau centralisateur) | 63124      | Clermont Auvergne Métropole | 18,58            | 20 020 (2022)                     | 1 078              | modifier les données · modifier les données |
| Le Cendre                                  | 63069      | Clermont Auvergne Métropole | 4,23             | 5 455 (2022)                      | 1 290              | modifier les données · modifier les données |
| Canton de Cournon-d'Auvergne               | 6316       |                             | 22,81            | 25 475 (2022)                     | 1 117              | modifier les données                        |

## Démographie
En 2022, le canton comptait 25 475 habitants, en évolution de +0,07 % par rapport à 2016 (Puy-de-Dôme : +2,1 %, France hors Mayotte : +2,11 %).
| 2013   | 2018   | 2022   |
| ------ | ------ | ------ |
| 24 262 | 25 646 | 25 475 |